# Daydream Nation
Az 1988-as Daydream Nation a Sonic Youth ötödik nagylemeze. Nemcsak az együttes mesterművének tartják, hanem az alternatív rockot egyik legjobban befolyásoló albumának. Egyike azoknak a rockalbumoknak, amelyen bekerültek a National Recording Registry-be.
A Pitchfork Media Az 1980-as évek legjobb 100 albuma listáján az 1. helyet szerezte meg, a Spin magazin 1985–2005 100 legjobb albuma listáján 14., a Rolling Stone Az 1980-as évek 100 legjobb albuma listáján 45. lett. A Minden idők 500 legjobb albuma listán a 329. helyet foglalta el. Szerepel az 1001 lemez, amit hallanod kell, mielőtt meghalsz című könyvben.

## Az album dalai
| 1. | Teen Age Riot | Sonic Youth | Moore/Moore, Gordon | 6:57 |
| 2. | Silver Rocket | Sonic Youth | Moore               | 3:47 |
| 3. | The Sprawl    | Sonic Youth | Gordon              | 7:42 |

| 4. | 'Cross the Breeze | Sonic Youth | Gordon  | 7:00 |
| 5. | Eric's Trip       | Sonic Youth | Ranaldo | 3:48 |
| 6. | Total Trash       | Sonic Youth | Moore   | 7:33 |

| 7.  | Hey Joni   | Sonic Youth | Ranaldo   | 4:23 |
| 8.  | Providence | Sonic Youth | Mike Watt | 2:41 |
| 9.  | Candle     | Sonic Youth | Moore     | 4:58 |
| 10. | Rain King  | Sonic Youth | Ranaldo   | 4:39 |

| 11. | Kissability                                              | Sonic Youth | Gordon       | 3:08                 |
| 12. | Trilogy: 1. The Wonder 2. Hyperstation 3. Eliminator Jr. | Sonic Youth | Moore Gordon | 14:02 4:15 7:13 2:37 |

## Közreműködők
- Lee Ranaldo – gitár, ének
- Kim Gordon – basszusgitár, ének
- Thurston Moore – gitár, ének, zongora
- Steve Shelley – dob
- Sonic Youth – producer
- Nick Sansano – producer, hangmérnök
- Howie Weinberg – mastering
- Dave Swanson – hangmérnökasszisztens
- Michael Lavine – fényképek
- Matt Tritto – hangmérnökasszisztens